# أكرمانز آند فان هارين
أكرمانز & فان هارين (غالبًا ما يتم اختصارها باسم AvH ) هي مجموعة شركات متنوعة تنشط في: الهندسة البحرية والمقاولات (ديمي ، واحدة من أكبر شركات التجريف في العالم - سي أف إي، مجموعة إنشاءات يقع مقرها الرئيسي في بلجيكا )، والخدمات المصرفية الخاصة ( دلين برايفت البنك ، أحد أكبر شركات إدارة الأصول الخاصة المستقلة في بلجيكا، ومدير الأصول جي إم فين في المملكة المتحدة - بنك فان بريدا، وهو بنك متخصص لرواد الأعمال والمهن الحرة في بلجيكا)، والعقارات ورعاية كبار السن (نيكستينسا، شركة عقارية متكاملة مدرجة المجموعة العقارية)، والطاقة والموارد (سيبيف، وهي مجموعة صناعية زراعية في الزراعة الاستوائية)، و جروث كابيتال . 
تركز المجموعة على عدد محدود من المشاركات الإستراتيجية ذات الإمكانات الكبيرة للنمو. تم إدراج المجموعة في بورصة يورونكست بروكسل، كما تم تضمينه في مؤشر بيل20 ومؤشر دي جيه ستوكس 600 الأوروبي.